# Psydrax arnoldiana
Psydrax arnoldiana là một loài thực vật có hoa trong họ Thiến thảo. Loài này được (De Wild. & T.Durand) Bridson miêu tả khoa học đầu tiên năm 1985.